# Atriplex velutinella
Atriplex velutinella är en amarantväxtart som beskrevs av Ferdinand von Mueller. Atriplex velutinella ingår i släktet fetmållor, och familjen amarantväxter. Inga underarter finns listade i Catalogue of Life.